# Hambre Cero (Guatemala)
El Plan Pacto Hambre Cero (PHC o PH0) fue un programa social del Gobierno de Otto Pérez Molina en Guatemala, que fue aplicado entre los años 2012 y 2015, con el objetivo de erradicar la desnutrición crónica infantil y la pobreza extrema en el país.
El pacto Hambre Cero surgió como una política de Gobierno que buscaba dar respuesta a la situación de falta de desarrollo integral en Guatemala principalmente a la crisis alimentaria y la desnutrición en el país; siendo este uno de los tres pactos que dicho gobierno propuso como estrategias dentro de su plan de trabajo.

## Contenido del programa
Diversos factores han contribuido a la escasez de alimentos y al hambre en el mundo: el aumento de la población mundial; el rápido proceso de degradación que debido a la sobrexplotación están sufriendo nuestros suelos, océanos, bosques y nuestra agua potable y biodiversidad. El Pacto Hambre Cero, busca disminuir en 10% la prevalencia de la desnutrición crónica en un plazo de 4 años, lo cual será la base para lograr una reducción del 24% en los próximos 10 años. Asimismo, el Pacto busca evitar las muertes por desnutrición aguda y sus causas asociadas, así como enfrentar la pobreza y promover el desarrollo que lleve a su erradicación.
El acto de firma del Pacto Hambre Cero se llevó a cabo este 16 de febrero de 2012 por Otto Pérez Molina, entonces Presidente de Guatemala; el alcalde municipal de San Juan Atitán, Lorenzo García y el Secretario de Seguridad Alimentaria y Nutricional, Luis Enrique Monterroso. También, se unieron al reto de articular esfuerzos, planes y proyectos en materia de seguridad alimentaria representantes de los sectores académico, político, Directores de Medios de Comunicación, voluntariado, ONG nacionales, empresarial, diplomático, Ministerios y Secretarías de Estado, pueblos indígenas, mujeres, Iglesia Católica, Alianza Evangélica, campesino y sindical.
El Pacto Hambre Cero se sustentaba en tres documentos importantes que fueron utilizados para su desarrollo, siendo estos: La Ley de Seguridad Alimentaria Y Nutricional, la Política Nacional de Seguridad Alimentaria y Nutricional y en la Estrategia para la reducción de la desnutrición Crónica e integra tres de los cinco ejes de la agenda de cambio. Para llevar a cabo cada línea operativa del Pacto Hambre Cero, fue necesario crear el Plan del Pacto Hambre Cero, el cual era la herramienta o instrumento detallado de las líneas de acción de dicho pacto. Este es un plan integral fundamentado en el concepto de Seguridad Alimentaria y Nutricional, expresado en la Ley del Sistema Nacional de Seguridad Alimentaria y Nutricional, y tomando como base la gestión de resultados y el trabajo articulado y conjunto de los diferentes sectores.

### Resultados específicos
1. Reducir el hambre crónica: Reducir en 10% la desnutrición crónica infantil entre los años 2012 y 2015. Esto es lo que se conoce como la «Ventana de los Mil Días», se dirige a niños menores de 2 años, mujeres embarazadas, madres lactantes y mujeres en edad fértil, para trabajar con los 1.000 días de oportunidad de desarrollo físico y mental que van desde la concepción hasta que el niño cumpla dos años. Esto a partir de trece acciones específicas:
  1. Promoción y apoyo de la lactancia materna
  2. Mejoramiento de la alimentación complementaria a partir de los seis meses de edad
  3. Mejoramiento de prácticas de higiene incluyendo el lavado de manos
  4. Suplementación de Vitamina A
  5. Suplementación de zinc terapéutico en el manejo de la diarrea
  6. Provisión de micronutrientes en polvo
  7. Desparasitación y vacunación de niños y niñas
  8. Suplementación de hierro y ácido fólico para prevención y/o tratamiento de la anemia en mujeres embarazadas
  9. Prevención de la deficiencia de yodo, mediante sal yodada
  10. Fortificación con micronutrientes a los alimentos básicos
  11. Prevención y tratamiento de la desnutrición aguda moderada a nivel comunitario incluyendo alimentación suplementaria lista para consumo (ASLC)
  12. Tratamiento oportuno de la desnutrición aguda severa utilizando alimentos terapéuticos listos para consumo (ATLC) en el nivel comunitario y en Centros de Recuperación Nutricional con la atención y seguimiento del personal de salud.
  13. Inmunizaciones
2. Prevenir y mitigar las muertes por desnutrición aguda, especialmente durante los meses más críticos del período anual de hambre estacional en Guatemala. Para lo cual se contemplan las siguientes acciones:
  1. Apoyo a la agricultura familiar para aumentar la producción de auto consumo y venta con técnicas apropiadas de bajos insumos. (Algunas acciones eran: manejo poscosecha para mejorar la calidad de productos excedentarios; encadenamientos productivos y comercialización; generación y promoción de empleo digno; provisión de asistencia técnica; promover el acceso a la tierra (arrendamiento, compra y regularización de tierras); fomento de la producción de granos básicos; extensionismo agrícola).
  2. Establecimiento de un sistema de alerta en Seguridad Alimentaria y Nutricional (SAN) con base en redes de vigilancia nutricional incluyendo sitios centinela.
  3. Red de Protección Social contra Hambre Estacional por medio de un programa de empleo temporal (mano de obra intensiva) y de programas de transferencias monetarias condicionadas y asistencia humanitaria. Para la ejecución del PHC se priorizaron 166 municipios debido a que tienen la más alta prevalencia de desnutrición crónica. La desnutrición aguda y el hambre estacional se atenderán fundamentalmente en el corredor seco, en un total de 850 comunidades.

## Resultados
De acuerdo a una evaluación hecha en el año 2016, los resultados muestran lo siguiente:
- En el período 2012-14, la mayoría de hogares recibieron entre dos a cuatro intervenciones de la «Ventana de los Mil Días». Las intervenciones con mayor porcentaje de hogares beneficiados fueron: suplementos alimenticios, hierro y ácido fólico, y consejería sobre lactancia materna.
- Ninguna de las nueve intervenciones de la Ventana de los Mil Días tuvieron efectos individuales estadísticamente significativos sobre el estado nutricional (medido a través del puntaje Z de talla para edad) de los menores de 5 años, excepto la intervención de desparasitación.
- Existe complementariedad entre las intervenciones de la Ventana de los Mil Días. Los niños que reciben cinco o más intervenciones tienen un impacto de 0.21 desviaciones estándar sobre su puntaje Z de talla para edad, este impacto es estadísticamente significativo al 5%.
- La combinación de la desparasitación con lactancia materna, alimentación complementaria y suplementos alimenticios; mostraron impactos conjuntos sustanciales (respectivamente de 0.87, 0.57 y 0.78 desviaciones estándar) sobre el estado nutricional de los niños, los tres considerados estadísticamente significativos al 5%.
- El incremento en la educación del jefe de hogar (6 años más) y en el ingreso per cápita (Q250), aumentó el puntaje Z de talla para edad de los menores de 5 años

De acuerdo con análisis externos se determinó que este plan fue «un fracaso», la prevalencia de la desnutrición crónica para niñez menor de cinco años aumentó de 59.9% a 60.7% entre 2012 y 2014. La prevalencia entre la población específica a la que iban dirigidos los programas de Hambre Cero aumentó un 4.4%, de acuerdo con el Grupo de Análisis Estratégico para el Desarrollo (GAED). Además, el gobierno Patriota nunca presentó mediciones sobre el impacto real del plan y fue imposible medir si la promesa se había cumplido.